# Лопатников, Виктор Алексеевич
Виктор Алексеевич Лопатников  (род. 30 декабря 1941, Кисловодск, Орджоникидзевский край) — российский государственный и политический деятель, дипломат. Член Совета Федерации Федерального Собрания Российской Федерации — Представитель в Совете Федерации Федерального Собрания Российской Федерации от исполнительного органа государственной власти Республики Алтай.

## Биография
Окончил Ленинградский кораблестроительный институт (1966), аспирантуру Академии общественных наук при ЦК КПСС (1976). Кандидат исторических наук.
- С 1959 года — обувщик Кисловодского обувь-ремонтного комбината.
- В 1960 году переехал в Ленинград, работал автослесарем авторемонтного завода № 1.
- 1966—1970 — инструктор, заведующий отделом студенческой молодежи Ленинградского ГК ВЛКСМ.
- 1970—1973 — заведующий отделом пропаганды Дзержинского РК КПСС, г. Ленинград.
- 1976—1985 — заместитель заведующего отделом культуры Ленинградского обкома КПСС.
- 1985—1988 — заведующий отделом культуры Ленинградского обкома КПСС.
- 1999—2006 — представитель Министерства иностранных дел Российской Федерации в Санкт-Петербурге, Ленинградской и Новгородской областях
- 3 марта 2006 — 30 сентября 2014 — член Совета Федерации Федерального Собрания Российской Федерации. Являлся членом Комитета Совета Федерации по международным делам и членом Комиссии Совета Федерации по контролю за обеспечением деятельности Совета Федерации.

## Дипломатический ранг
- Чрезвычайный и полномочный посланник 1 класса (24 апреля 1993)[2]
- Чрезвычайный и полномочный посол (29 января 1999)[3]

## Награды
- Командор ордена Льва Финляндии
- Медаль «За освоение целинных земель» (1964)
- Медаль «За трудовую доблесть» (1967)
- Медаль «За доблестный труд. В ознаменование 100-летия со дня рождения Владимира Ильича Ленина» (1970)
- Орден «Знак Почёта» (1986)
- Медаль «В память 850-летия Москвы» (1997)
- Медаль «В память 300-летия Санкт-Петербурга» (2003)
- Почётная грамота Президента Российской Федерации (25 марта 2011) — За достигнутые трудовые успехи и многолетнюю добросовестную работу[4]
- Почётная грамота Президента Российской Федерации (6 февраля 2014) — За активную законотворческую деятельность, заслуги в укреплении законности и многолетнюю добросовестную работу[5]
- Медаль «За укрепление парламентского сотрудничества» (27 ноября 2014, Межпарламентская ассамблея СНГ) — за особый вклад в развитие парламентаризма, укрепление демократии, обеспечение прав и свобод граждан в государствах — участниках Содружества Независимых Государств[6]

## Сочинения
- Лопатников В. Горчаков. М., Молодая гвардия, 2004. (Серия: «Жизнь замечательных людей») ISBN 5-235-02720-5. Тираж: 5000 экз.
- Лопатников В. Канцлер Румянцев: Время и служение. М., Молодая гвардия, 2010. (Серия: «Жизнь замечательных людей») ISBN 978-5-235-03396-2. Тираж: 3000 экз.